# دارابي (مقاطعة غيلانغرب)
دارابي (بالفارسية: دارابی) هي قرية تقع في قسم ديره الريفي في إيران. يقدر عدد سكانها بـ 97 نسمة بحسب إحصاء 2016.